# Antonia di Lorena
Antonia di Lorena (Nancy, 26 agosto 1568 – Nancy, 23 agosto 1610) è stata una principessa francese e duchessa consorte di Jülich-Kleve-Berg.

## Biografia

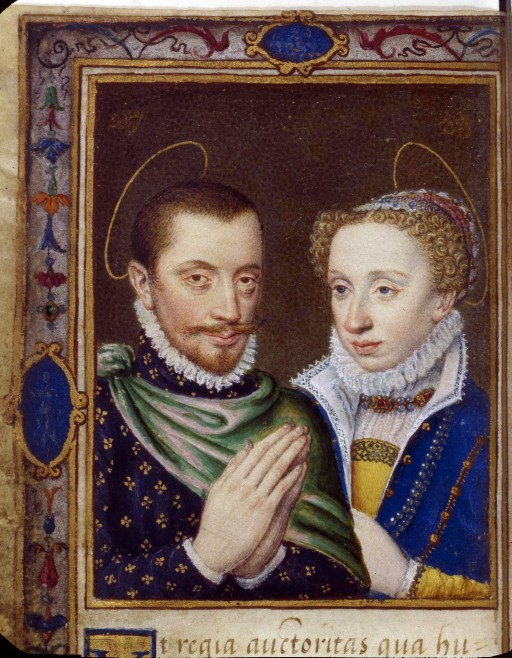
I duchi di Lorena Carlo III e Claudia di Valois, genitori di Antonia

Nata nel Palazzo Ducale di Nancy, era figlia del duca Carlo III di Lorena e della principessa francese Claudia di Valois.
Antonia era quindi imparentata non solo con i reali francesi (sua madre era figlia di Enrico II di Francia e Caterina de' Medici), ma anche con quelli di Danimarca (madre di Carlo III era la principessa Cristina di Danimarca). I duchi di Lorena vantavano inoltre tra i propri antenati i reali di Napoli e Gerusalemme (nel 1431 Isabella di Lorena aveva infatti sposato il re di Napoli Renato d'Angiò).
Venne data in moglie al duca Giovanni Guglielmo di Jülich-Kleve-Berg, che sposò il 20 giugno 1599.
Dal matrimonio però non nacque alcuna prole, cosicché alla morte di Giovanni Guglielmo il ducato venne diviso tra il Brandeburgo e il Neuburg.

## Ascendenza
|                       |                        |                                   | Genitori                           |  |  | Nonni |  |  | Bisnonni          |  |  | Trisnonni           |  |
|                       |                        |                                   |                                    |  |  |       |  |  | Antonio di Lorena |  |  | Renato II di Lorena |  |
|                       |                        |                                   |                                    |  |  |       |  |  | Antonio di Lorena |  |  | Renato II di Lorena |  |
|                       |                        | Filippina di Gheldria             |                                    |  |  |       |  |  | Antonio di Lorena |  |  |                     |  |
| Francesco I di Lorena |                        |                                   |                                    |  |  |       |  |  | Antonio di Lorena |  |  |                     |  |
|                       |                        | Renata di Borbone-Montpensier     | Gilberto di Borbone-Montpensier    |  |  |       |  |  |                   |  |  |                     |  |
|                       |                        | Renata di Borbone-Montpensier     | Gilberto di Borbone-Montpensier    |  |  |       |  |  |                   |  |  |                     |  |
|                       |                        | Renata di Borbone-Montpensier     | Chiara Gonzaga                     |  |  |       |  |  |                   |  |  |                     |  |
| Carlo III di Lorena   |                        | Renata di Borbone-Montpensier     |                                    |  |  |       |  |  |                   |  |  |                     |  |
|                       |                        | Cristiano II di Danimarca         | Giovanni di Danimarca              |  |  |       |  |  |                   |  |  |                     |  |
|                       |                        | Cristiano II di Danimarca         | Giovanni di Danimarca              |  |  |       |  |  |                   |  |  |                     |  |
|                       |                        | Cristiano II di Danimarca         | Cristina di Sassonia               |  |  |       |  |  |                   |  |  |                     |  |
| Cristina di Oldenburg |                        | Cristiano II di Danimarca         |                                    |  |  |       |  |  |                   |  |  |                     |  |
|                       |                        | Isabella d'Asburgo                | Filippo I di Castiglia             |  |  |       |  |  |                   |  |  |                     |  |
|                       |                        | Isabella d'Asburgo                | Filippo I di Castiglia             |  |  |       |  |  |                   |  |  |                     |  |
|                       |                        | Isabella d'Asburgo                | Giovanna di Aragona e Castiglia    |  |  |       |  |  |                   |  |  |                     |  |
| Antonia di Lorena     |                        | Isabella d'Asburgo                |                                    |  |  |       |  |  |                   |  |  |                     |  |
|                       | Francesco I di Francia | Carlo di Valois-Angoulême         |                                    |  |  |       |  |  |                   |  |  |                     |  |
|                       | Francesco I di Francia | Carlo di Valois-Angoulême         |                                    |  |  |       |  |  |                   |  |  |                     |  |
|                       | Francesco I di Francia | Luisa di Savoia                   |                                    |  |  |       |  |  |                   |  |  |                     |  |
| Enrico II di Francia  | Francesco I di Francia |                                   |                                    |  |  |       |  |  |                   |  |  |                     |  |
|                       |                        | Claudia di Francia                | Luigi XII di Francia               |  |  |       |  |  |                   |  |  |                     |  |
|                       |                        | Claudia di Francia                | Luigi XII di Francia               |  |  |       |  |  |                   |  |  |                     |  |
|                       |                        | Claudia di Francia                | Anna di Bretagna                   |  |  |       |  |  |                   |  |  |                     |  |
| Claudia di Valois     |                        | Claudia di Francia                |                                    |  |  |       |  |  |                   |  |  |                     |  |
|                       |                        | Lorenzo de' Medici duca di Urbino | Piero il Fatuo                     |  |  |       |  |  |                   |  |  |                     |  |
|                       |                        | Lorenzo de' Medici duca di Urbino | Piero il Fatuo                     |  |  |       |  |  |                   |  |  |                     |  |
|                       |                        | Lorenzo de' Medici duca di Urbino | Alfonsina Orsini                   |  |  |       |  |  |                   |  |  |                     |  |
| Caterina de' Medici   |                        | Lorenzo de' Medici duca di Urbino |                                    |  |  |       |  |  |                   |  |  |                     |  |
|                       |                        | Madeleine de la Tour d'Auvergne   | Giovanni III de La Tour d'Auvergne |  |  |       |  |  |                   |  |  |                     |  |
|                       |                        | Madeleine de la Tour d'Auvergne   | Giovanni III de La Tour d'Auvergne |  |  |       |  |  |                   |  |  |                     |  |
|                       |                        | Madeleine de la Tour d'Auvergne   | Giovanna di Borbone-Vendôme        |  |  |       |  |  |                   |  |  |                     |  |
|                       |                        | Madeleine de la Tour d'Auvergne   |                                    |  |  |       |  |  |                   |  |  |                     |  |